# Alfred Meißner
Alfred von Meißner (15. října 1821 Teplice – 29. května 1885 Bregenz) byl německý píšící básník a spisovatel. Je známý mj. tím, že napsal epickou báseň o Janu Žižkovi.

## Život
Meißnerovými rodiči byli Eduard Meißner (1785–1868), lázeňský lékař v Teplicích a později v Karlových Varech, a Karolina, rozená May ze skotského Invermay. Jeho dědeček byl spisovatel August Gottlieb Meißner.
Alfred Meissner prožil dětství v Teplicích a od roku 1835 navštěvoval střední školu na Starém Městě v Praze. Od roku 1840 studoval medicínu na Karlově univerzitě v Praze, kde navázal kontakty s literárními kruhy. Lékařský diplom získal 2. července 1846
Jako student se spřátelil s liberálními autory Maxem Schlesingerem, Leopoldem Kompertem, Isidorem Hellerem, Moritzem Hartmannem a Siegfriedem Kapperem, kteří vystupovali proti politice rakouského státního kancléře Metternicha. Po studiích medicíny Meißner krátce působil jako nemocniční lékař v Praze, ale poté se rozhodl žít jako spisovatel na volné noze. V roce 1846 odešel do Lipska, kde se pro méně přísné cenzurní podmínky usadila i řada dalších rakouských emigrantů..
Alfred Meißner z Lipska několikrát navštívil Drážďany, kde se setkal s Robertem Schumannem, Richardem Wagnerem a Karlem Gutzkowem. S posledním jmenovaným byl celoživotními přáteli. V roce 1847 odcestoval na deset měsíců do Paříže. Zde byl v kontaktu s Heinrichem Heinem. V roce 1848, v roce revoluce, žil Meißner ve Frankfurtu nad Mohanem, navštěvoval schůze v Paulskirche ve Frankfurtu a byl v kontaktu s členy parlamentu, především z levicově-liberálního tábora. V roce 1849 odcestoval znovu do Paříže a roku 1850 do Londýna, poté žil opět v Praze.
V roce 1868 mu zemřel otec a v roce 1869 koupil dům v Bregenzu, ve kterém žil až do své smrti v roce 1885. V roce 1869 se oženil s Marií Beggovou († 1878). V roce 1884 obdržel od bavorského krále Ludvíka II. bavorský Maxmiliánův řád pro vědu a umění; v témže roce byl povýšen do bavorské šlechty.
Spisovatel Franz Hedrich, kterého Meißner podporoval, je považován za tajného spoluautora mnoha jeho větších románů od 50. let 19. století. Hedrich vydíral Meißnera v letech 1884/85 vyhrožováním zveřejněním jeho spoluautorství. Když Hedrich vznášel stále nové požadavky na peníze, Alfred von Meißner si vzal život. Zranil se život ohrožujícím způsobem nožem a o pár dní později zemřel na sepsi.

## Výběr z díla
- Gedichte. Reclam, Leipzig 1845.
- Zizka. Epos. Herbig, Leipzig 1846.
- Der Freiherr von Hostiwin. 2 Bände. Gerzabek, Prag 1855. Später Die Sansara. 2 Bände. Herbig, Leipzig 1858.
- Revolutionäre Studien aus Paris. 2 Bde. Literarische Anst., Frankfurt a. M. 1849.
- Der Pfarrer von Grafenried. Eine deutsche Lebensgeschichte. Hoffmann u. Campe, Hamburg 1855.
- Heinrich Heine. Erinnerungen. Hoffmann u. Campe, Hamburg 1858.
- Dramatische Werke. 3 Bde. Herbig, Leipzig 1857–1859.
- Die Sansara. Roman in vier Bänden. Herbig, Leipzig 1858.
- Durch Sardinien. Bilder von Festland und Insel. Herbig, Leipzig 1859.
- Zur Ehre Gottes. 2 Bände. Grunow, Leipzig 1860
- Neuer Adel. 2 Bände. Grunow, Leipzig 1861
- Schwarzgelb. Roman aus Österreichs letzten zwölf Jahren. 4 Abteilungen, 8 Bde. Janke, Berlin 1862–1864.
- Gesammelte Schriften. 18 Bde. Grunow, Leipzig: 1871–1875.
- Norbert Norson. Leben ud Lieben in Rom. 1810–1811. Schmidt, Zürich 1883.
- Geschichte meines Lebens. 2 Bde. Prochaska, Teschen/Wien 1884.
- Mosaik. Eine Nachlese zu den gesammelten Werken. 2 Bände. Paetel, Berlin 1886.
- Erinnerungen und Briefe. Mit zahlreichen, bisher ungedruckten Briefen Alfred Meißners. Von Fedor Wehl. Ottmann, Leipzig 1892.
- Der Müller vom Höft. In: Deutscher Novellenschatz. Hrsg. von Paul Heyse und Hermann Kurz. Bd. 6. 2. Aufl. Berlin, [1910].
- Ich traf auch Heine in Paris. Unter Künstlern u. Revolutionären in den Metropolen Europas. Hrsg. von Rolf Weber. Berlin: Der Morgen 1973. (2. Aufl. 1982. - Gekürzte Fassung von Geschichte meines Lebens.)